# Fernmeldeturm Grünwettersbach
Der Fernmeldeturm Grünwettersbach ist ein 144,7 Meter hoher, für die Öffentlichkeit nicht zugänglicher Fernmeldeturm. Er wurde 1968 erbaut und befindet sich westlich des Karlsruher Stadtteils Grünwettersbach. Baulich handelt es sich um einen Typenturm des Typs FMT 2.
Neben dem nichtöffentlichen Richtfunk wird der Sender auch zur Ausstrahlung von UKW-, DAB-Signalen für die Stadt Karlsruhe und Umgebung genutzt. Des Weiteren befinden sich Sendeanlagen für Mobilfunk sowie für das European Aviation Network, das der Breitband-Internet-Versorgung von Flugzeugen dient, auf dem Fernmeldeturm.

## Frequenzen und Programme

### Digitales DAB Radio
| Block                 | Programme (Datendienste) | ERP (kW) | Antennen- diagramm rund (ND), gerichtet (D) | Polarisation horizontal (H)/ vertikal (V) | Gleichwellennetz (SFN) |
| --------------------- | --- | -------- | ------------------------------------------- | ----------------------------------------- | --- |
| 11B OAS BW (D__00201) | DAB+ Block der ON AIR support GmbH: - Antenna BW (72 kbps) - Antenne 1 (72 kbps) - baden.fm (72 kbps) - bigFM (72 kbps) - Die Neue 107.7 (72 kbps) - die neue welle (72 kbps) - Energy Stuttgart (72 kbps) - Donau 3 FM (72 kbps) - egoFM (72 kbps) - Hitradio Ohr (72 kbps) - Radio 7 (72 kbps) - Radio Regenbogen (72 kbps) - Rock FM (72 kbps) - Das Neue Radio Seefunk (72 kbps) - Radio Teddy (72 kbps) - Radio Ton (72 kbps) | 3,5      | ND                                          | V                                         | Aalen, Alpirsbach, Bad Mergentheim, Baden-Baden (Merkur), Baiersbronn, Blauen, Brandenkopf, Donaueschingen, Freiburg (Schönberg), Forbach, Geislingen (Oberböhringen), Heidelberg (Königstuhl), Heilbronn (Schweinsberg), Hochrhein (Rickenbach), Hornisgrinde, Karlsruhe (Grünwettersbach), Kempten, Kreuzwertheim, Lahr (Schutterlindenberg), Langenburg, Mudau, Pfänder, Pforzheim (Langenbrand), Raichberg, Ravensburg (Höchsten), Reutlingen, Schramberg/Sulgen-Süd, Stuttgart (Frauenkopf), Tuttlingen (Witthoh), Ulm (Kuhberg) |

### Analoges UKW-Radio
| Frequenz (MHz) | Programm           | RDS PS                     | RDS PI                | Regionalisierung | ERP (kW) | Antennendiagramm rund (ND)/gerichtet (D) | Polarisation horizontal (H)/vertikal (V) |
| -------------- | ------------------ | -------------------------- | --------------------- | ---------------- | -------- | ---------------------------------------- | ---------------------------------------- |
| 101,8          | Die neue Welle     | die_neue/_welle__/regional | D30C, D50C (regional) | Karlsruhe        | 25       | D (300–210°)                             | H                                        |
| 104,8          | Querfunk/Lernradio | Querfunk                   | 140D                  | –                | 1        | ND                                       | H                                        |

### Analoges Fernsehen
Bis zur Umstellung auf DVB-T wurden folgende Programme in analogem PAL gesendet:
| Kanal | Frequenz (MHz) | Programm                        | ERP (kW) | Sendediagramm rund (ND)/ gerichtet (D) | Polarisation horizontal (H)/ vertikal (V) |
| ----- | -------------- | ------------------------------- | -------- | -------------------------------------- | ----------------------------------------- |
| 29    | 535,25         | B.TV Baden                      | 0,25     | D (290–350°)                           | H                                         |
| 32    | 559,25         | RTL                             | 0,25     | D (290–350°)                           | H                                         |
| 35    | 583,25         | ZDF                             | 0,6      | D (90–100°)                            | H                                         |
| 42    | 639,25         | SWR Fernsehen Baden-Württemberg | 0,6      | D (90–100°)                            | H                                         |

## Weblinks

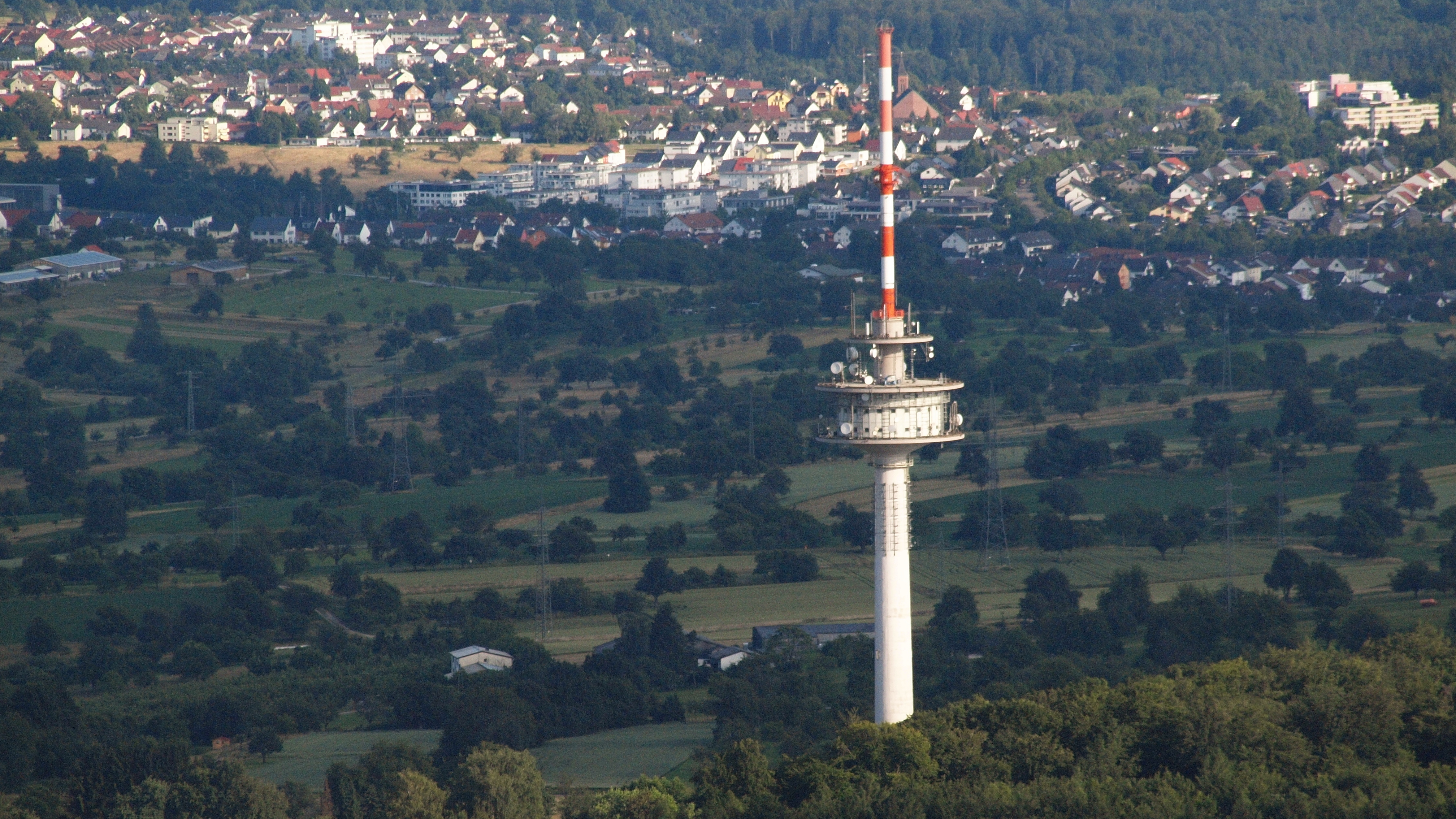
Luftbild, hinten Busenbach